# Passage Dieu
Le passage Dieu est une voie située dans le quartier de Charonne du 20e arrondissement de Paris en France.

## Situation et accès
Le passage Dieu est desservi à proximité par la ligne 9 à la station Maraîchers.

## Origine du nom
Cette voie est baptisée d'après le nom du propriétaire des terrains sur lesquels elle a été ouverte.

## Historique
Ce passage créé vers 1870 sous le nom d'« impasse des Haies » puis de « passage des Haies » et « impasse Dieu », afin de relier la rue des Orteaux à la rue des Haies, prend sa dénomination actuelle en 1898. Sa proximité suggère à un habitant plein d'humour d'appeler un passage privé (ouvert ensuite à la circulation publique) impasse Satan.

## Bâtiments remarquables et lieux de mémoire
- Le passage donne accès à l'impasse Saint-Paul et à l'impasse Gros.
- Le 4, passage Dieu, fut le siège d journal La Cause du peuple.

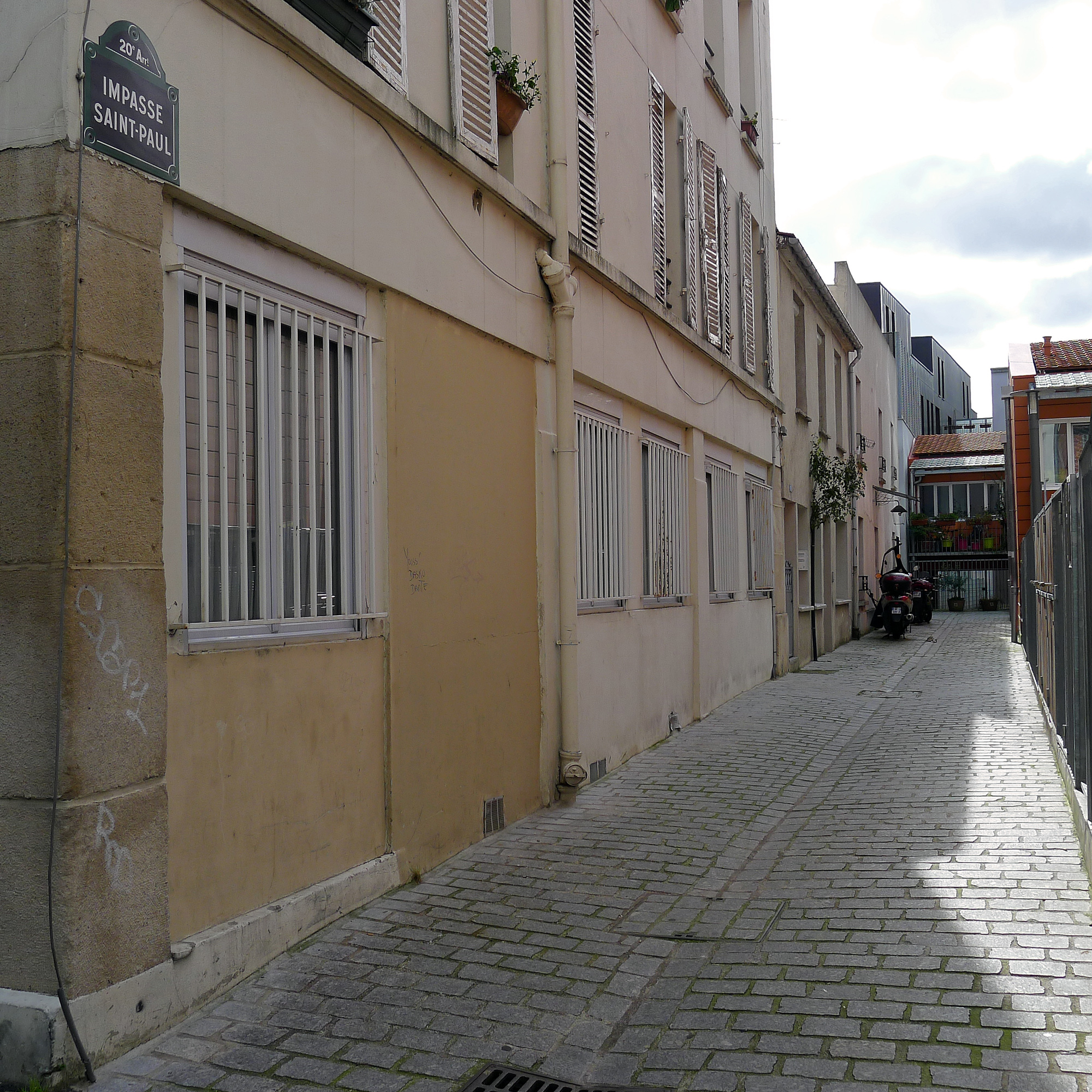
Impasse Saint-Paul.
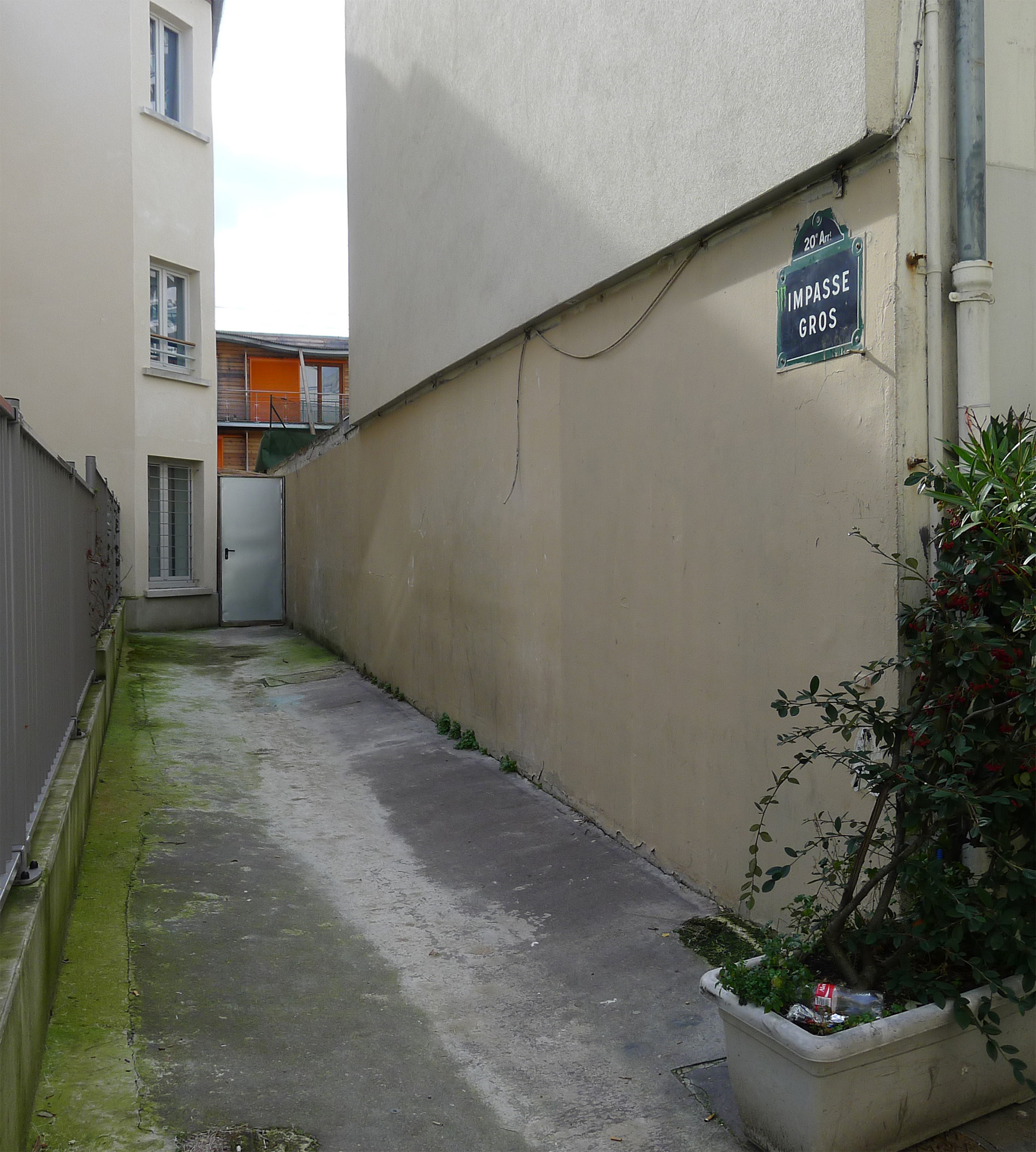
Impasse Gros.